# Лютеранська Церква — Синод Міссурі

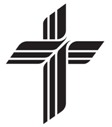
Сучасний(з 2012 року) логотип Миссурійського синоду

Лютеранська церква — Міссурійський синод (LCMS, ЛЦМС) — заснована в 1847 році в штаті Міссурі, восьма за величиною протестантська деномінація в Сполучених Штатах Америки, і друга за величиною лютеранська церква в США після Американської Лютеранської церкви. Налічує 2,4 мільйона віруючих об'єднаних в 35 округів. На відміну від більшості лютеранських церков не має єпископального управління. Очолюється президентом.

## Короткий опис
Помірно-консервативна лютеранська деномінація, заснована німецькими іммігрантами. Антинімецькі настрої часів Першої світової війни змусили американізувати імідж церкви, відмовитися від залишку служб на німецькій мові. У сповіданні деномінації присутні переконання, що тільки пост пастора встановлений Богом, тоді як решта посад в церкві — це мирські інститути і, відповідно, їх можуть займати жінки. Жінкам дозволяється проповідувати на регулярних зборах поклоніння. Соціологічне опитування показало, що приблизно тисяча священнослужителів ЛЦМС підтримує думку про те, що Біблія не заперечує проти рукоположення жінок. Церква відкидає гомосексуальні шлюби і аборти.

## Президенти

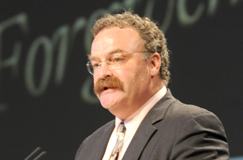
Метью Гаррісон — чинний президент Синоду

- 1847—1850 Карл Вальтер
- 1850—1864 Фрідрих Вінекен
- 1864—1878 Карл Вальтер
- 1878—1899 Хайнріх Крістіан Шван
- 1899—1911 Франц Піпер
- 1911—1935 Фрідріх Пфотенхауер
- 1935—1962 Джон Вілья Венкен
- 1962—1969 Олівер Реймонд Хармс
- 1969—1981 Дж. А. О. Пройс III
- 1981—1992 Ральф Артур Больманн
- 1992—2001 Елвін Беррі
- 2001—2001 Роберт Кун
- 2001—2010 Джеральд Кішнік
- 2010— наш час Метью Гаррісон

## Освітні установи
Церква має велику мережу освітніх установ, в яку входять:
- Семінарії:
  - Теологічна семінарія Конкордія (Форт-Вейн).
  - Семінарія Конкордія (Сент-Луїс).
- Університетська система Конкордія (Concordia University System[en]), що включає десять вищих навчальних закладів в США.

## Поширення
Переважна більшість послідовників Лютеранської церкви — Міссурійський синод живе в США, де їхнє число становить 2,6 млн. Вони переважно сконцентровані в штатах Іллінойс (296 тис.), Мічиган (250 тис.), Вісконсин (249 тис.), Міннесота (216 тис.), Міссурі (146 тис.), Каліфорнія (144 тис.), Техас (134 тис.), Айова (124 тис.), Небраска (115 тис.), Індіана (110 тис.), Нью-Йорк (91 тис.), Огайо (83 тис.), Флорида (68 тис.) і Канзас (63 тис.). Крім того, Лютеранська Церква — Синод Міссурі веде місіонерську діяльність в Канаді, Аргентині, Бразилії, Венесуелі, Мексиці, Панамі, Парагваї, Уругваї, Чилі, Бельгії, Великої Британії, Німеччини, Данії, Франції, Україні, Гонконзі, Індії, Південної Кореї, Лівані та інших країнах Близького Сходу, в Таїланді, на Тайвані, Філіппінах, в Шрі-Ланці, Японії, Ботсвані, Гані, Ліберії, Нігерії, Сьєрра-Леоне, Того, Австралії, Новій Зеландії, Папуа Новій Гвінеї .
Останнім часом Німецька євангелічно-лютеранська церква України почала зміцнювати відносини з Лютеранською Церквою — Синод Міссурі і її партнерами, такими як Лютеранська церква Канади.
| Рік  | Пасторів | Конгрегацій | Членів    |
| ---- | -------- | ----------- | --------- |
| 1847 | 22       | --          | --        |
| 1848 | 50       | --          | --        |
| 1849 | 61       | --          | --        |
| 1850 | 75       | --          | --        |
| 1872 | 415      | 543         | --        |
| 1897 | 1,564    | 1,986       | 687,334   |
| 1922 | 3,073    | --          | 1,041,514 |
| 1925 | 3,062    | 3,849       | 628,695   |
| 1929 | 3,279    | 3,542       | 696,967   |
| 1935 | 3,605    | 4,224       | 1,230,705 |
| 1939 | –        | 4,205       | 1,277,097 |
| 1941 | –        | 4,326       | 1,320,510 |
| 1944 | –        | 4,075       | 1,356,665 |
| 1946 | –        | 4,430       | 1,469,213 |
| 1950 | 4,621    | 4,430       | 1,674,901 |
| 1951 | 4,661    | 4,478       | 1,728,989 |
| 1953 | 4,817    | 4,592       | 1,850,100 |
| 1954 | 4,916    | 4,701       | 1,932,000 |
| 1955 | 5,020    | 4,805       | 2,004,110 |
| 1956 | 5,037    | 4,989       | 2,076,550 |
| 1957 | 5,178    | 4,979       | 2,150,230 |
| 1958 | 5,299    | 5,028       | 2,234,844 |
| 1959 | 5,398    | 5,109       | 2,304,962 |
| 1960 | 5,506    | 5,215       | 2,391,195 |
| 1961 | 5,658    | 5,276       | 2,464,436 |
| 1962 | 5,756    | 5,432       | 2,522,095 |
| 1963 | 6,091    | 5,519       | 2,591,762 |
| 1964 | 6,257    | 5,556       | 2,650,857 |
| 1965 | 6,395    | 5,639       | 2,692,889 |
| 1966 | 6,469    | 5,647       | 2,729,897 |
| 1967 | 6,572    | 5,707       | 2,759,308 |
| 1968 | 6,719    | 5,733       | 2,781,892 |
| 1969 | 6,758    | 5,745       | 2,786,102 |
| 1970 | 6,866    | 5,690       | 2,788,536 |
| 1971 | 7,041    | 5,724       | 2,788,110 |
| 1972 | 7,174    | 5,741       | 2,781,297 |
| 1973 | 7,316    | 5,777       | 2,776,104 |
| 1974 | 7,331    | 5,813       | 2,769,594 |
| 1975 | 7,425    | 5,797       | 2,763,545 |
| 1976 | 7,414    | 5,832       | 2,757,271 |
| 1977 | 7,163    | 5,687       | 2,673,321 |
| 1978 | 7,161    | 5,669       | 2,631,374 |
| 1979 | 7,211    | 5,689       | 2,623,181 |
| 1980 | 7,296    | 5,694       | 2,625,650 |
| 1981 | 7,376    | 5,710       | 2,636,715 |
| 1982 | 7,559    | 5,752       | 2,630,823 |
| 1983 | 7,682    | 5,829       | 2,630,947 |
| 1984 | 7,823    | 5,812       | 2,628,133 |
| 1985 | 7,954    | 5,876       | 2,638,164 |
| 1986 | 8,044    | 5,897       | 2,630,588 |
| 1987 | 8,139    | 5,912       | 2,614,375 |
| 1988 | 8,193    | 5,939       | 2,604,278 |
| 1989 | 8,271    | 5,990       | 2,609,025 |
| 1990 | 8,301    | 5,296       | 2,602,849 |
| 1991 | 8,389    | 5,364       | 2,607,309 |
| 1992 | 8,799    | 5,369       | 2,609,905 |
| 1993 | 8,844    | 6,134       | 2,598,935 |
| 1994 | 8,879    | 6,148       | 2,596,927 |
| 1995 | 8,140    | 6,154       | 2,594,555 |
| 1996 | 8,215    | 6,099       | 2,601,144 |
| 1997 | 8,672    | 6,215       | 2,603,036 |
| 1998 | 8,316    | 6,218       | 2,594,404 |
| 1999 | 8,365    | 6,220       | 2,582,440 |
| 2000 | 8,257    | 6,150       | 2,554,088 |
| 2001 | 8,497    | 6,187       | 2,540,045 |
| 2002 | 8,505    | 6,142       | 2,512,714 |
| 2003 | 8,515    | 6,160       | 2,488,936 |
| 2004 | 8,515    | 6,151       | 2,463,747 |
| 2005 | 8,502    | 6,144       | 2,440,864 |
| 2006 | 8,601    | 6,155       | 2,417,997 |
| 2007 | 8,901    | 6,167       | 2,383,084 |
| 2008 | 9,010    | 6,123       | 2,337,349 |
| 2009 | 9,357    | 6,178       | 2,312,111 |
| 2010 | 8,927    | 6,158       | 2,278,586 |
| 2013 | --       | --          | 2,163,698 |
| 2014 | --       | 6,105       | 2,097,258 |
| 2015 | --       | 6,101       | 2,060,514 |
| 2016 | --       | --          | 2,017,834 |